# Brown Bear (Whitechapel)

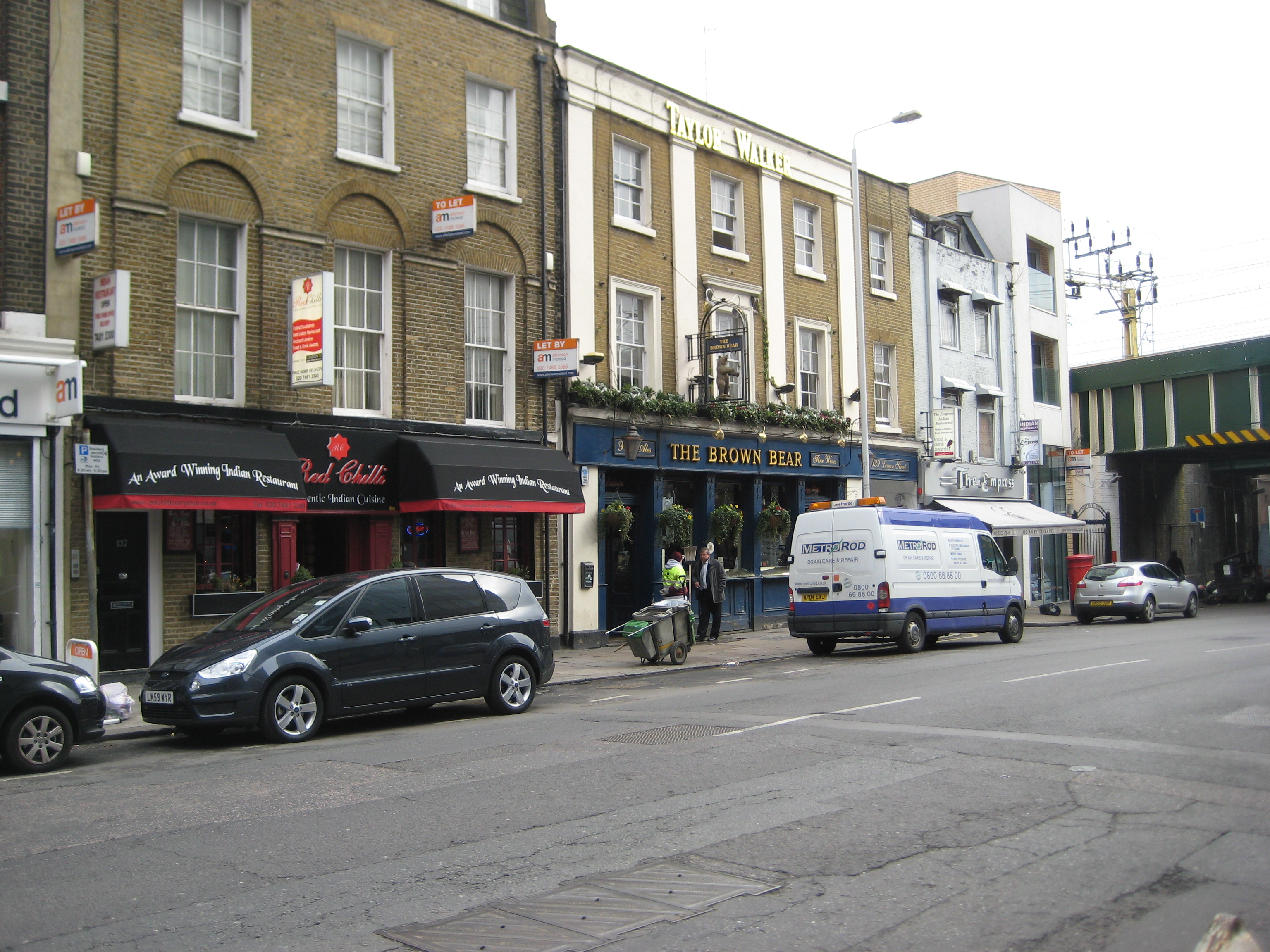
O Brown Bear

O Brown Bear é um pub na 139 Leman Street, Whitechapel, em Londres.
É um edifício listado com o Grau II, que remonta ao início do século XIX.